# Kongo-Brazzavilles flagga
Kongo-Brazzavilles flagga är grön och röd med ett diagonalt gult band som går från den nedre inre kanten till den övre yttre. Flaggan antogs av Kongo-Brazzaville första gången den 20 november 1959 och har proportionerna 2:3. Kongo var det femte afrikanska land som antog en flagga i de panafrikanska färgerna.

## Symbolik
Grönt, rött och gult återfinns bland de traditionella panafrikanska färgerna. Flaggan skiljer sig från övriga afrikanska flaggor i och med det diagonala gula bandet.

## Historik
Flaggan antogs för första gången den 18 augusti 1958, då den gamla kolonin blev en autonom republik inom det franska samväldet. Den blev nationsflagga när den självständiga republiken bildades året därpå. Flaggan behölls i oförändrat skick efter revolutionen 1964, men byttes ut då Folkrepubliken Kongo bildades 1970. Folkrepublikens flagga var röd enligt sovjetisk modell, och hade vid den inre kanten ett emblem med en krans, en korslagd hacka och en hammare, samt en guldstjärna. När enpartisystemet avskaffades återtog man den gamla flaggan den 10 juni 1991.

Folkrepubliken Kongos flagga (1970–1991)
Kongolesiska arméns flagga (1970-1992)